# نیسکو، هوکایدو
نیسکو، هوکایدو (به لاتین: Niseko, Hokkaido) یک منطقهٔ مسکونی در ژاپن است که در Shiribeshi Subprefecture واقع شده‌است. نیسکو  ۴٬۹۳۸ نفر جمعیت دارد.